# Martin Dibobe
Martin Dibobe (Bonaprise, 31 ottobre 1876 – Liberia, 1922) è stato un attivista camerunese naturalizzato tedesco.
Oltre alla sua attività politica, corta ma significativa, è famoso per essere stato l'unico macchinista di treni nero durante il periodo dell'Impero tedesco. Poco si conosce della sua vita, ma si sa che nacque a Bonaprise, in Camerun, mentre si presume sia morto in Liberia poco dopo il 1922. Il suo nome originario era Quane a Dibobe, ma fu battezzato Martin Dibobe dai missionari cristiani presenti nelle allora Colonie tedesche. All'età di 20 anni si recò in Germania per rappresentare il Camerun alla Grande Esposizione Industriale di Berlino del 1896, dove il suo ruolo al Treptower Park era quello di rappresentare la "vita quotidiana africana". Insieme a molti altri africani, tutti provenienti dalle colonie tedesche di allora, trascorse sei mesi all'esposizione come "esposizione", al termine della quale rimase a Berlino per iniziare un apprendistato come meccanico industriale presso la ditta Conrad Schultz a Strausberg.
All'inizio del 1900 si fidanzò con Helene Noster, figlia del suo padrone di casa, per poi sposarsi nello stesso anno nonostante le obiezioni delle autorità coloniali tedesche. Nel 1902 lavorò come facchino della U-Bahn di Berlino, diventando presto macchinista di prima classe, diventando rapidamente una specie di celebrità. Dibobe rimase in contatto con la sua patria e, dopo la Prima guerra mondiale, si impegnò per la restituzione delle ex colonie tedesche da parte degli inglesi e dei francesi.
Simpatizzò apertamente con le posizioni del Partito Socialdemocratico Tedesco, sostenendo la parità di status per gli africani in Germania: insieme ad altri 17 africani delle ex colonie, che gli proposero di essere il loro rappresentante permanente al Reichstag, il 27 giugno 1919 presentò una petizione chiedendo l'indipendenza e i diritti civili per tutte le persone di origine colonie.
Nel 1922, infastidito dal razzismo in Germania, decise di tornare in Africa con la sua famiglia e, per prepararsi, si recò da solo in Camerun, all'epoca sotto il controllo francese. I nuovi possessori coloniali, temendo potesse istigare una rivolta a favore dei tedeschi, gli negarono il permesso di sbarcare, in questo modo non gli rimase altra alternativa che proseguire per la Liberia.